# Лавров, Николай Фёдорович
Никола́й Фёдорович Лавро́в (24 ноября [7 декабря] 1891; Череповец, Новгородская губерния, Российская империя — январь 1942; Ленинград, СССР) — русский и советский историк, кандидат исторических наук. Специалист в области истории русского летописания.

## Биография
Н. Ф. Лавров родился 24 ноября (7 декабря) 1891 года в Череповце Новгородской губернии. Отец Фёдор Фёдорович Лавров (ум. 1919) — сын сельского священника, окончил Историко-филологический институт и до конца жизни работал учителем истории и географии в Череповецком реальном училище.
По окончании в 1909 году реального училища в Череповце и сдачи дополнительного экзамена по латинскому языку, Н. Ф. Лавров поступил на историко-филологический факультет Петербургского университета. Специализировался в области русской истории. Участвовал в семинарах С. Ф. Платонова и А. Е. Преснякова, где приобрёл навыки работы с источниками, и в частности с летописями. Под руководством последнего Н. Ф. Лавров разрабатывал тему «Никоновской летописи», а специальной темой его занятий были московские летописи. В 1916 году Н. Ф. Лавров окончил университет. Зачётное сочинение «Заметки о Московских летописях XVI века» он писал у С. Ф. Платонова. По предложению последнего Н. Ф. Лавров был оставлен при университете на два года для подготовки к профессорской работе.
В дальнейшем из-за Гражданской войны связь с университетом у Н. Ф. Лавров была прервана. По словам самого Н. Ф. Лаврова, летом 1918 года во время отпуска, будучи на родине жены в Самаре, он оказался свидетелем восстания Чехословацкого корпуса. Осенью того же года, после падения Комуча и прихода к власти в Омске адмирала А. В. Колчака, Н. Ф. Лавров переехал туда и работал научным сотрудником в «Книжной палате». После поражения А. В. Колчака Н. Ф. Лавров вернулся в Самару. Там он в 1920 году работал научным сотрудником в Губернском архивном бюро.
В 1921 году Н. Ф. Лавров переехал в Москву, где работал в Центрархиве. В 1924 году вернулся в Ленинград, где был назначен архивистом 3-го отделения юридической секции Ленинградского отделения Центрархива. В 1925 году он член разборочной комиссии. В 1926 году был переведён в Ленинградский губархив (бюро) на должность инструктора, а затем стал и его научным сотрудником. С 1932 года — редактор в Ленинградском областном архивном управлении. В 1933 году по планам Историко-археографического института АН СССР редактировал статью В. О. Ключевского о летописях, а 16 октября 1934 года он перевёлся из Архивного управления в ИАИ АН СССР. По собственным словам Н. Ф. Лаврова:

«Основным мотивом поступления моего в Институт было желание принять участие в возобновившейся работе по изданию древних памятников русской истории, в частности, летописей».
Там в 1935 году Н. Ф. Лаврову без защиты была присвоена степь кандидата исторических наук, после чего он был переведён на должность специалиста ИАИ. В 1936 году возглавлял бригаду учёных, работавшую над планом нового издания русских летописей. Из-за критики, прозвучавшей на обсуждении в Институте истории АН СССР в Москве, и в связи с арестом нескольких ленинградских учёных по обвинению в троцкизме, в числе которых были участники «летописной бригады» В. А. Забиров и И. М. Троцкий, этот план так и не был реализован.
В 1936 году ИАИ был реорганизован и на его базе образовано Ленинградское отделение Института истории АН СССР. В связи с этим Н. Ф. Лавров стал старшим научным сотрудником ЛОИИ в Группе раннего феодализма Сектора истории народов СССР. Ряд его работ был посвящён истории русского феодализма. В 1935—1938 годах — доцент кафедры истории народов СССР исторического факультета Ленинградского государственного университета.
Н. Ф. Лавров был одним из активных членов авторского коллектива по изданию «Русской Правды» под руководством Б. Д. Грекова. Имея широкий диапазон знаний по истории древнерусского законодательства, он занимался сличением текста, составлением примечаний и комментариев. Однако при его жизни вышел только 1-й том «Русской Правды». В предисловии к нему Б. Д. Греков отметил:

«Считаю своим долгом подчеркнуть во всех процессах подготовки этой книги исключительную роль Н. Ф. Лаврова и В. П. Любимова…».
В то же время Н. Ф. Лавров подготовил и отредактировал учебное пособие «Русская Правда», изданное в 1940 году. Выпуск 2-го тома, который состоял из комментариев к текстам 1-го тома, был отложен из-за начала Великой Отечественной войны.
В январе 1942 года Н. Ф. Лавров умер от голода в осаждённом Ленинграде.

## Научное наследие
Ряд трудов Н. Ф. Лаврова был опубликован уже после его смерти, в том числе изданный в 1947 году 2-й том «Русской Правды», редакцию которого после войны завершил Б. А. Романов. Но многие из его работ погибли во время Блокады Ленинграда. При немецкой бомбардировки в квартире Н. Ф. Лаврова была уничтожена и уже готовая к изданию его монография «Московские летописные своды конца XV века». По мнению С. Н. Валка, — эта монография «вместе с работой М. Д. Присёлкова составила бы полную историю русского летописания».
В Архиве Санкт-Петербургского института истории РАН в фонде Н. Ф. Лаврова сохранились его тетради с выписками, которые В. Г. Вовина-Лебедева определила как подготовительные материалы к книге по истории летописания и ввела в научный оборот ряд выдержек из них. В фонде также хранятся текст доклада Н. Ф. Лаврова «История летописания в трудах М. Д. Присёлкова» от 13 февраля 1941 года, сделанного им на заседании группы истории СССР до XIX века в связи со смертью М. Д. Присёлкова, копии различных списков «Русской Правды» с комментариями и другие материалы. Немаловажную ценность имеет сохранившаяся тетрадь Н. Ф. Лаврова с его замечаниями на работу А. А. Шахматова «Разыскания о древнейших русских летописных сводах». Уже после гибели Н. Ф. Лаврова ряд исследователей летописания (Я. С. Лурье, А. Г. Бобров и др.) выдвигали некоторые сходные положения в отношении «шахматовской схемы», и, как отметила В. Г. Вовина-Лебедева, — «не зная, что Лавров думал о том же ещё в конце 1930 гг.»